# 成行 (小惑星)
成行（なりゆき、19165 Nariyuki）は、小惑星帯に位置する小惑星の1つである。北海道北見市で円舘金と渡辺和郎によって発見された。名前はアマチュア天文学者成行清にちなむ。